# Franziska Ippensen
Franziska Ippensen (* 8. März 1995 in Northeim) ist eine deutsche Fußballspielerin.

## Karriere

### Im Verein
Ippensen startete ihre Karriere 2002 bei Eintracht Northeim und wurde mit 13 Jahren erstmals in die Landesauswahlen des Niedersächsischen Fußballverbandes berufen. Nachdem sie bei der Eintracht sämtliche Jugendmannschaften durchlaufen hatte, wechselte sie zur Saison 2011/12 zum Mellendorfer TV in die 2. Bundesliga. In Mellendorf ersetzte sie am 3. Spieltag Sonja Reinhardt, nachdem diese an den ersten beiden Spieltagen 12 Gegentore kassiert hatte. Sie entwickelte sich im Laufe der Saison zur Stammtorhüterin und kam bis zum Saisonende auf 14 Spiele, was ihr Ende Juni einen Profi-Vertrag mit dem Bundesligisten FF USV Jena einbrachte. Die Torhüterin gab ihr Seniordebüt in der Frauen-Bundesliga am 28. Oktober 2012 gegen den 1. FFC Turbine Potsdam. Nach 11 Bundesligaeinsätzen in zwei Spielzeiten für den FF USV Jena, wurde sie im Sommer 2014 verabschiedet.

### Nationalmannschaft
Ippensen spielt seit 2010 für den DFB, zuerst spielte sie für die U-16 und gehört seit 2011 zur deutschen U-17-Auswahl.